# 金哲民 (速度滑冰运动员)
金哲民（1992年11月29日—），韩国男子短道速滑、速度滑冰运动员，2013年世界单程距离速度滑冰锦标赛男子团体追逐赛银牌得主、2014年冬季奥林匹克运动会男子团体追逐赛银牌得主、2015年世界单程距离速度滑冰锦标赛男子团体追逐赛铜牌得主。